# Li Pamp
Li Marlene Pamp, född Carlström 4 augusti 1972 i Slottsstadens församling, Malmö, är en svensk företagsledare och tv-personlighet som är expert på antikviteter. 

## Biografi
Li Pamp är född i Malmö och uppvuxen i Bjärred i Skåne. Hon bor i Saltsjöbaden, Stockholms län. Hon har studerat bl.a. konstvetenskap på Lunds universitet och har arbetat på Bukowskis och Stockholms Auktionsverk. Hon är expert på 1900-talsdesign. 2008 gjorde hon TV-debut i Antikdeckarna i TV4 Plus. Därefter har hon under flera år varit programledare för Antikmagasinet och expert i Antikrundan, Go'kväll och Nordiska rum i Sveriges Television. 
Den 29 juli 2013 var hon sommarvärd i Sommar i P1.
Hösten 2020 blev hon antikexpert i TV-programmet Bytt är bytt i TV4 efter Karin Laserow.
Pamp har varit rektor för Auctionets utbildningsverksamhet Auctionet Academy. I augusti 2021 tillträdde hon som VD för Stockholms Auktionsverk. Sedan maj 2024 är Li Pamp  VD för Hantverkarna Stockholm och Hantverkarnas Riksorganisation.